# Gilbert (Karolina Południowa)
Gilbert – miasto w Stanach Zjednoczonych, w stanie Karolina Południowa, w hrabstwie Lexington.